# Ventrifossa mystax
Ventrifossa mystax är en fiskart som beskrevs av Akitoshi Iwamoto och Anderson, 1994. Ventrifossa mystax ingår i släktet Ventrifossa och familjen skolästfiskar. Inga underarter finns listade i Catalogue of Life.